# ブレンダ・マーシャル

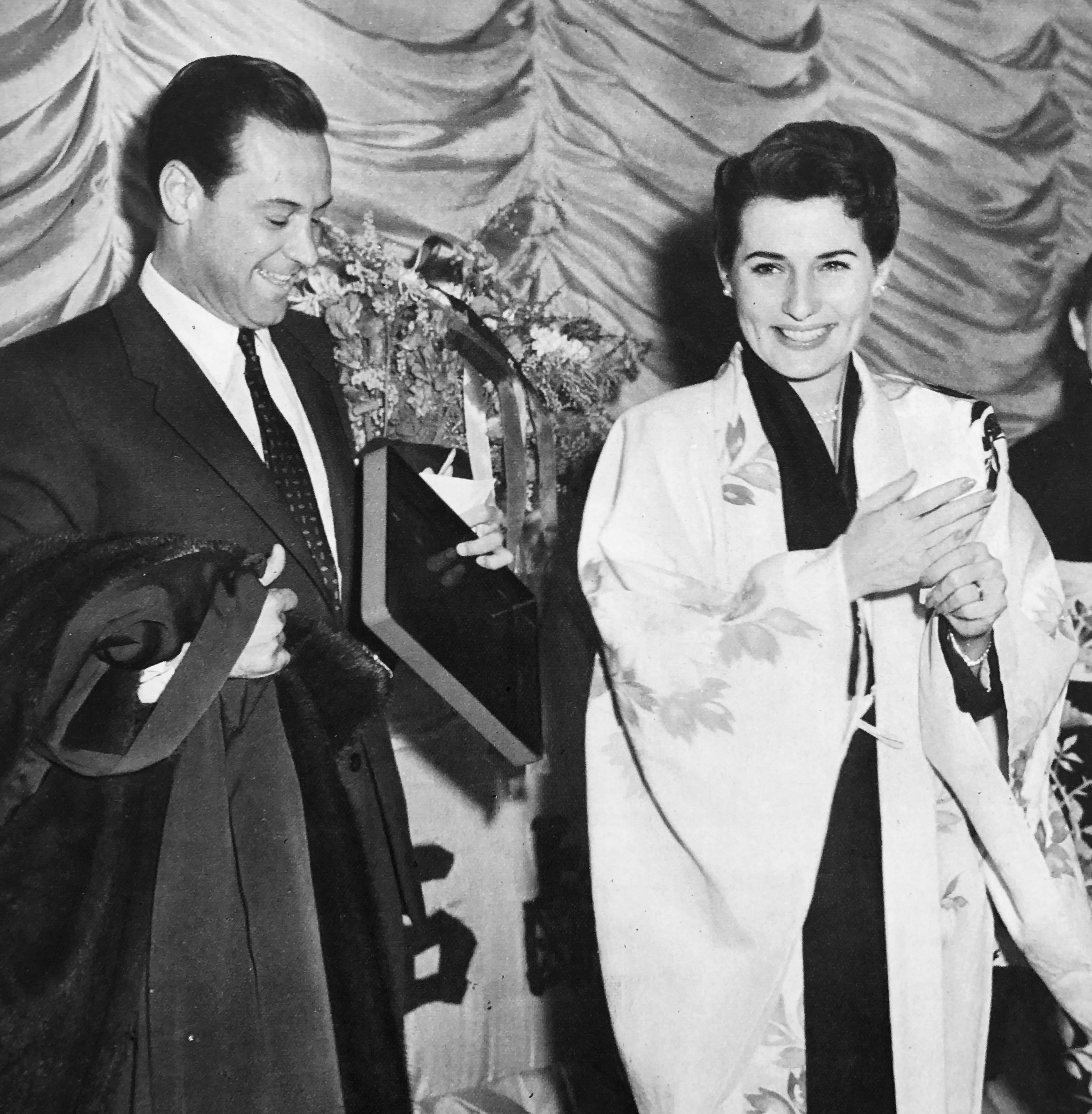
ウィリアム・ホールデンとブレンダ・マーシャル夫妻。1955年2月22日、東京都中央区の東京劇場にて。

ブレンダ・マーシャル（Brenda Marshall、1915年9月29日 - 1992年7月30日）は、アメリカ合衆国の女優。
1936年、俳優のリチャード・ゲインズと結婚。1940年に離婚。1941年にウィリアム・ホールデンと結婚。1971年に離婚。

## 出演作品
- ネブラスカ魂
- 仮面の女
- 永遠の処女
- 空軍の暴れん坊
- 暗闇の殺人
- シー・ホーク
- 帰って来たスパイ